# Loop (groupe)
Pour les articles homonymes, voir Loop.
Loop est un groupe de rock psychédélique britannique, originaire de Croydon, Surrey, en Angleterre. Il est formé par Robert Hampson et sa femme, Bex, et existe entre 1986 et 1991. Ils comptent trois albums et quelques singles, dont une Peel Session intitulée Wolf Flow. Leur troisième album A Gilded Eternity, est leur plus grand succès.

## Biographie

### Première phase
Le groupe est formé en 1986 par Robert Hampson à Croydon.
Le style musical du groupe possède les structures cycliques du krautrock, et surtout un son bruitiste et dissonant dans le style des Stooges et Can. Loop étaient connus pour être les éternels rivaux de Spacemen 3. Les deux groupes, qui par ailleurs se sont disloqués exactement la même année en 1991, entretenaient des relations tendues, parce que Sonic Boom de Spacemen 3 qualifiait les compositions de Loop de plagiat. Bien qu'étant peu connu, Loop fait partie intégrante, avec Spacemen 3 et The Jesus and Mary Chain, de la scène rock anglaise de la fin des années 1980 qui a déclenché la naissance du shoegazing.
Après la séparation du groupe en 1991, Robert Hampson continue la production musicale au sein de Main, un groupe de musique ambiant après avoir rejoint pour une courte période Justin Broadrick au sein de Godflesh.

### Retour
Loop se reforme en 2013 et 2014. La formation comprend celle de la période Gilded Eternity : Robert Hampson, John Wills, Neil Mackay et Scott Dowson. En novembre 2013, le groupe joue lors d'un concert de retour, et participe au festival All Tomorrow's Parties à Camber Sands, en Angleterre. Wills, qui souhaite se consacrer à ses autres projets musicaux, quitte le groupe, et est remplacé par Wayne Maskell. Loop joue ensuite en avril 2014 en tête d'affiche du Roadburn Festival,suivi par 20 dates américaine, dont une nuit au Milwaukee Psych Fest 2014, au Cactus Club, le 24 avril.
En novembre 2014, une nouvelle formation émerge ; toujours mené par Hampson (chant, guitare), le groupe joue avec Hugo Morgan (basse), Maskell (batterie) des Heads, et Dan Boyd (guitare). Ils jouent au Garage (Londres) et aux Pays-Bas. Leur set comprend le nouveau morceau Precession. Ils annoncent aussi leur venue au ATP Iceland 2015.
En juin 2018, le groupe joue au Meltdown Festival.
Le premier album studio en 31 ans, Sonancy, est sorti le 25 mars 2022. Il a été suivi d'une tournée au Royaume-Uni en mai 2023.

## Membres

### Membres actuels
- Robert Hampson - chant, guitare
- Hugo Morgan - basse
- Dan Boyd - guitare
- Wayne Maskell - batterie

### Anciens membres
- Becky Stewart (Bex) - batterie (1986–1987)
- Glen Ray - basse (1986–1987)
- James Endeacott - guitare (1987–1988)
- John Wills - batterie (1987–1990, 2013–2014)
- Neil Mackay - basse (1987–1990, 2013–2014)
- Scott Dowson - guitare (1987–1990, 2013–2014)

## Discographie

### Albums studio
- 1987 : Heaven's End
- 1989 : Fade Out
- 1990 : A Gilded Eternity
- 2015 : Array 1 (EP)
- 2022 : Sonancy

### Compilations et albums en concert
- 1991 : Wolf Flow: The John Peel Sessions (1987-90)
- 2009 : The World In Your Eyes (Compilation de singles, faces B, démos, reprises, live, versions longues)